# Агентство по делам культуры
Агентство по делам культуры — внешний орган Министерства образования, культуры, спорта, науки и технологий Японии. Основано в 1968 году. Агентство отвечает за развитие культуры и международного культурного обмена, а также за проведение религиозной политики. Японская академия искусств является специальным органом Агентства по делам культуры.